# OTRS
OTRS(Open-Source Ticket Request System)는 자유 및 오픈 소스 트러블 티켓 시스템 소프트웨어 패키지로서, 기업, 단체 및 기타 실체가 수신 쿼리에 티켓을 할당하고 이들에 대한 추가 통신을 추적하는데 사용한다. 이 제품군에는 에이전트 포털, 관리 대시보드 및 고객 포털이 포함되어 있다. 에이전트 포털에서 팀은 고객(내부 또는 외부)의 티켓과 요청을 처리한다. 이 정보는 물론 고객 및 관련 데이터를 볼 수 있는 다양한 방법이 있다. 이름에서 알 수 있듯이 관리 대시보드를 통해 시스템 관리자는 시스템을 관리할 수 있다. 옵션은 많지만 역할 및 그룹, 프로세스 자동화, 채널 통합, CMDB/데이터베이스 옵션이 포함된다. 세 번째 구성 요소인 고객 포털은 고객과 정보를 공유하고 고객 측에서 요청을 추적할 수 있는 맞춤형 웹페이지와 매우 유사하다.

## 버전 역사
| 버전                                                            | 원래 출시일 | 최신 버전 | 출시일     | 상태                  |
| --------------------------------------------------------------- | ----------- | --------- | ---------- | --------------------- |
| 1.0                                                             | 2003-02-04  | 1.0.0     | 2003-02-04 | 더 이상 지원하지 않음 |
| 1.1                                                             | 2003-04-24  | 1.1.2     | 2003-06-01 | 더 이상 지원하지 않음 |
| 1.2                                                             | 2004-02-10  | 1.2.4     | 2004-07-05 | 더 이상 지원하지 않음 |
| 1.3                                                             | 2004-09-22  | 1.3.3     | 2005-11-20 | 더 이상 지원하지 않음 |
| 2.0                                                             | 2005-05-02  | 2.0.5     | 2007-07-19 | 더 이상 지원하지 않음 |
| 2.1                                                             | 2006-08-29  | 2.1.9     | 2010-02-06 | 더 이상 지원하지 않음 |
| 2.2                                                             | 2007-05-29  | 2.2.9     | 2010-02-06 | 더 이상 지원하지 않음 |
| 2.3                                                             | 2008-08-03  | 2.3.5     | 2010-02-06 | 더 이상 지원하지 않음 |
| 2.4                                                             | 2009-07-21  | 2.4.15    | 2012-09-20 | 더 이상 지원하지 않음 |
| 3.0                                                             | 2010-11-06  | 3.0.22    | 2013-07-04 | 더 이상 지원하지 않음 |
| 3.1                                                             | 2012-02-03  | 2.1.9     | 2014-03-27 | 더 이상 지원하지 않음 |
| 3.2                                                             | 2013-01-17  | 3.2.18    | 2015-09-23 | 더 이상 지원하지 않음 |
| 3.3                                                             | 2013-10-31  | 3.3.15    | 2015-09-23 | 더 이상 지원하지 않음 |
| 4.0                                                             | 2014-11-13  | 4.0.28    | 2017-12-19 | 현재도 지원함         |
| 5.0                                                             | 2015-10-09  | 5.0.26    | 2017-12-19 | 현재도 지원함         |
| 6.0                                                             | 2017-11-21  | 6.0.3     | 2017-12-19 | 최신                  |
| 범례:오래된 버전오래된 버전, 지원 중최신 버전최신 미리보기 버전 |             |           |            |                       |

## 추가 기능
OTRS에는 플러그인 매커니즘이 있는데 수많은 프로그래머들이 추가 기능을 작성하여 새로운 기능을 도입하고 있다. 2011년 3월 OPAR(OTRS Package ARchive)라는 이름의 퍼블릭 저장소가 시작되었다. 2012년 10월까지 약 60개의 추가 기능이 발행되었다.